# خورخي نونيز سانشيز
خورخي نونيز سانشيز (6 فبراير 1947 - 1 نوفمبر 2020)، هو مؤرخ إكوادوري.